# Coelogynopora axi
Coelogynopora axi är en plattmaskart som beskrevs av Sopott 1972. Coelogynopora axi ingår i släktet Coelogynopora och familjen Coelogynoporidae. Inga underarter finns listade i Catalogue of Life.